# Austin American-Statesman

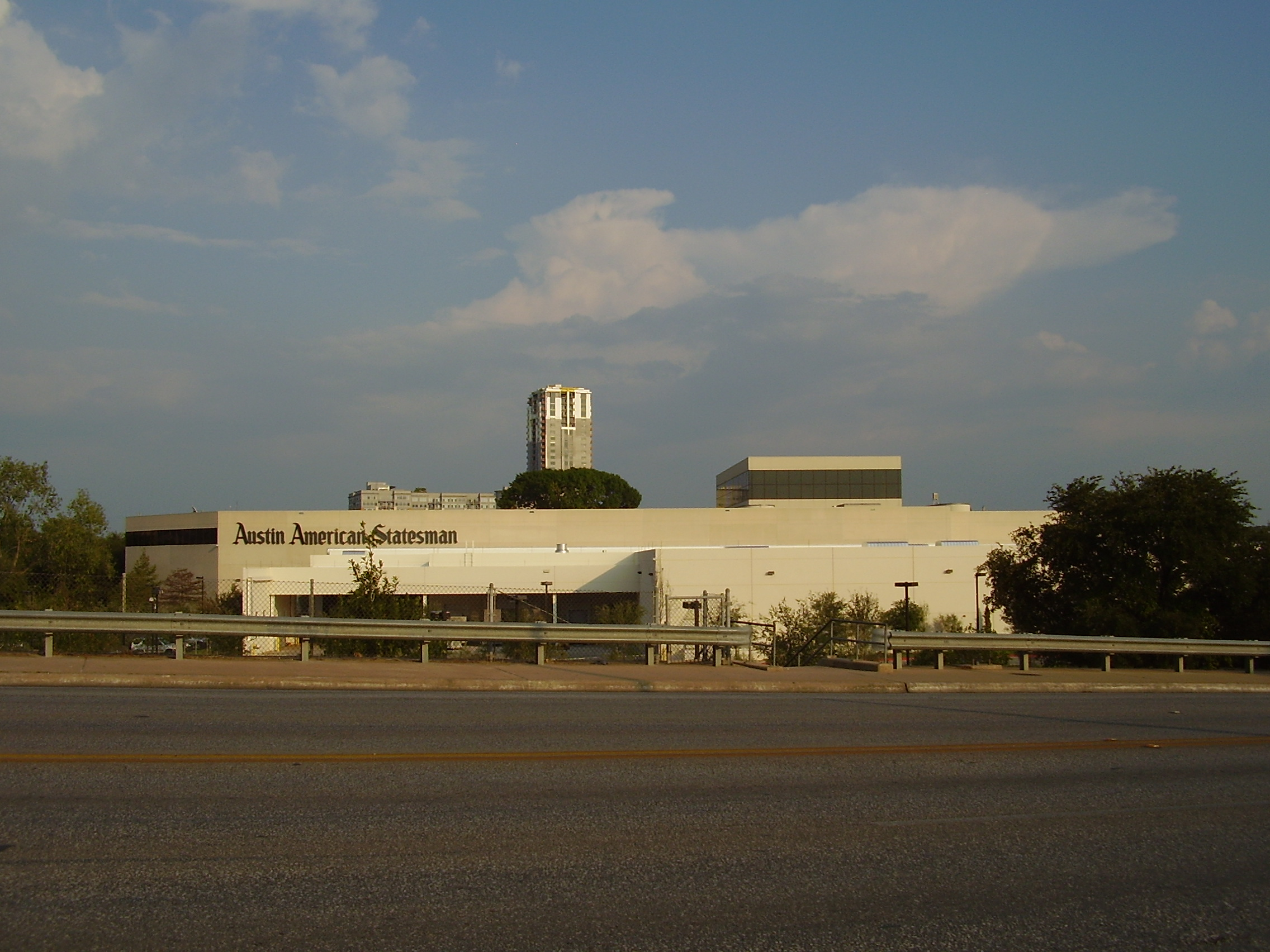
Uffici centrali del giornale.

Lo Austin American-Statesman è un quotidiano statunitense diffuso principalmente nella città di Austin, la capitale del Texas. Fu fondato nel 1871 col nome di Democratic Statesman.